# Беслен
Бе́слен (болг. Беслен) — село в Благоєвградській області Болгарії. Входить до складу громади Хаджидимово.

## Населення
За даними перепису населення 2011 року у селі проживали 723 особи, з них 308 осіб (99,7%) — болгари.
Розподіл населення за віком у 2011 році:
Динаміка населення: